# Gentiana flexicaulis
Gentiana flexicaulis är en gentianaväxtart som beskrevs av H. Smith. Gentiana flexicaulis ingår i släktet gentianor, och familjen gentianaväxter. Inga underarter finns listade i Catalogue of Life.